# Bencinska črpalka
Bencinska črpalka je tip trgovine, ki prodaja gorivo in olja za motorna vozila. Najpogostejši vrsti goriva sta bencin in dizelsko olje. Pogosto so del črpalke tudi trgovina s hrano in pijačo, sanitarni prostori in gostišče. 